# Монтанелли, Индро
И́ндро Монтане́лли (итал. Indro Montanelli; 22 февраля 1909 — 22 июля 2001) — итальянский журналист и историк. Одна из центральных фигур итальянской международной журналистики, иностранный корреспондент с 70-летним стажем, бравший интервью у Эйнштейна и Гитлера, автор более 100 книг, из которых первая вышла в 1935 году, а последняя — в 2001 году. До последних дней жизни Монтанелли работал в газете Corriere della Sera («Коррьере делла Сера»): с 1995 года он вёл ежедневную колонку отдела писем, отвечая на одно читательское письмо в день. Последняя газетная публикация Монтанелли состоялась на следующий день после его смерти: «Коррьере делла Сера» поместила на первой полосе его прощальное обращение к читателям.

## Биография

### Начало карьеры

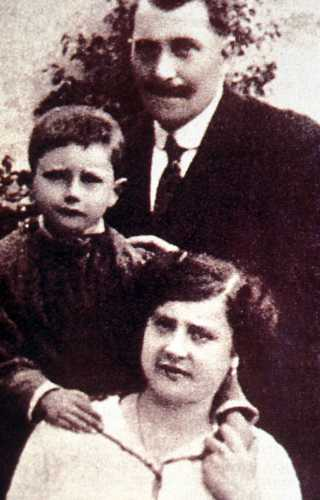
Монтанелли с родителями в 1910-х годах.

Монтанелли окончил университет Флоренции как правовед. Его дипломная работа была посвящена проведённой Муссолини реформе итальянского избирательного законодательства и утверждала, что эта реформа ведёт, по сути, к ликвидации выборов как таковых.
На рубеже 1920-30-х гг. Монтанелли начал пробовать свои силы в журналистике, сотрудничая с газетой «Il Selvaggio» и журналом «Universale» — оба эти издания скорее поддерживали фашистский режим, однако в 1935 г. журнал был запрещён цензурой, поскольку пытался не только одобрять, но и анализировать. Монтанелли уехал в Париж, где работал некоторое время как криминальный репортёр «Пари Суар», затем сотрудничал с этой же газетой как иностранный корреспондент (из Норвегии, потом из Канады). В Канаде он начал сотрудничать также с агентством «United Press International».

### 1930-е

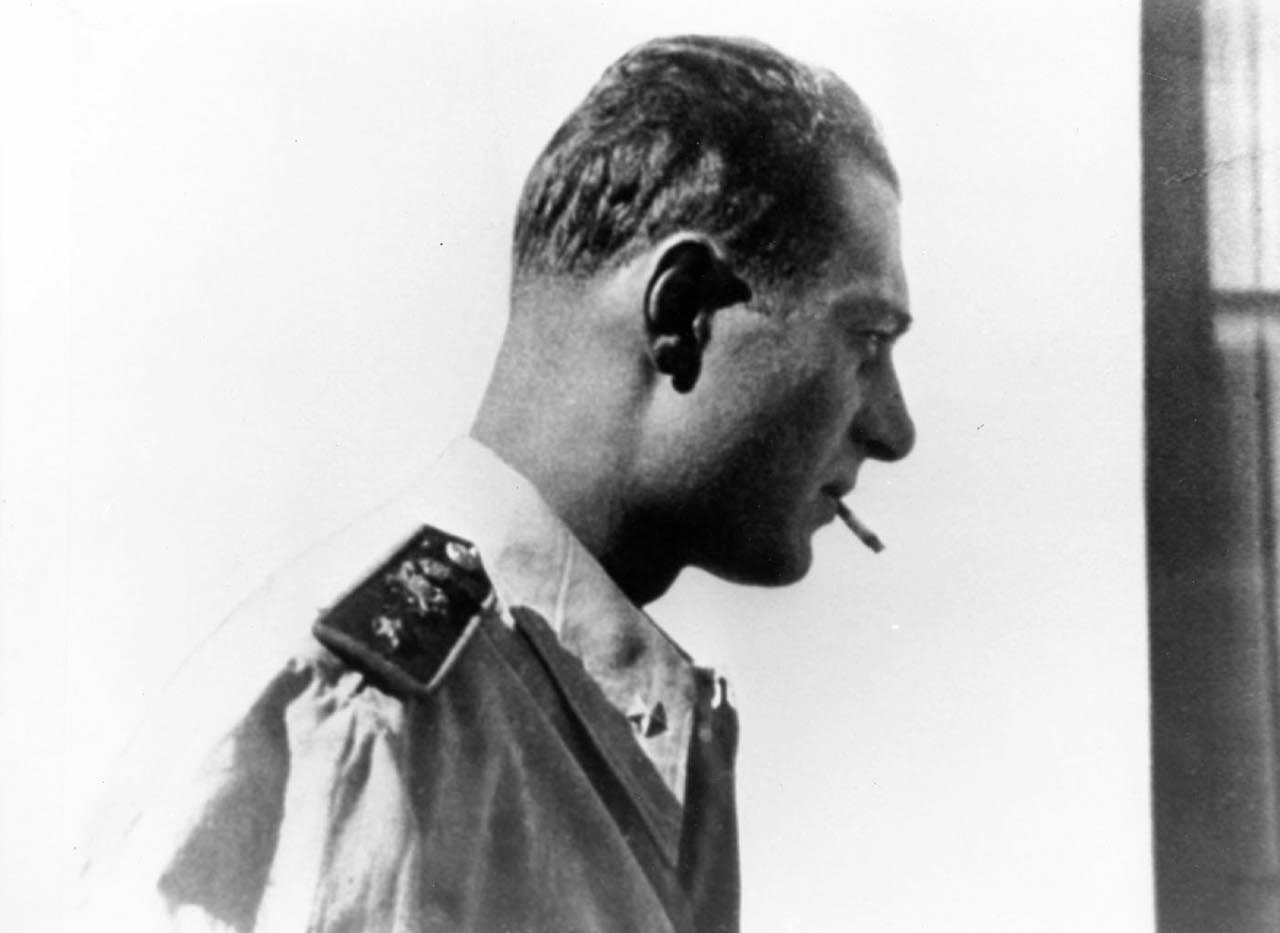
Монтанелли в Эфиопии (1936).

C началом итало-абиссинской войны Монтанелли вылетел обратно в Европу и присоединился к итальянской армии, побуждаемый, как он сам вспоминал, идеалистическими представлениями о цивилизующей миссии белого человека (в духе Киплинга). Реальность этой победной для итальянцев кампании не была столь радужной. Монтанелли описывал абиссинские события в горьких письмах своему отцу, которые тот без ведома сына передал для публикации в несколько фрондирующую газету «Коррьере делла Сера».
По возвращении из Эфиопии Монтанелли отправился на другую войну, испанскую, которую он наблюдал со стороны итальянских подразделений, поддерживавших генерала Франко. Монтанелли писал об этой войне как о бездарной и бессмысленной, вопреки общему тону официальной итальянской пропаганды, в результате чего был отозван из Испании и официально лишён права заниматься журналистикой. Впрочем, ему тут же был предложен пост директора Итальянского культурного центра в Эстонии.

### Вторая мировая война

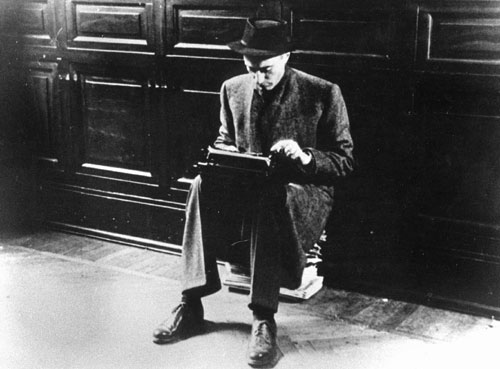
Монтанелли с пишущей машинкой (1940).

С началом Второй мировой войны Монтанелли был направлен в германскую армию для репортажей о захвате Польши, однако эта фаза войны быстро закончилась. Монтанелли решил не возвращаться в Италию, предполагая, что новые события последуют здесь же, в восточной Европе, и оказался в Каунасе незадолго до аннексии Литвы Советским Союзом. Советская власть потребовала от Монтанелли покинуть страну, и он предпочёл отправиться в Финляндию. Во время советско-финской войны Монтанелли публиковал в «Коррьере делла Сера» патетические статьи о героизме финских войск, встречавшие горячий приём читательской аудитории и неоднозначную реакцию властей.
Из Финляндии Монтанелли перебрался в Норвегию, откуда вёл репортажи о попытках англо-французского сопротивления гитлеровскому вторжению. Затем его путь пролегал через Румынию, Болгарию, Грецию, где итальянские войска так или иначе участвовали в боевых или партизанских действиях. Наконец, в 1944 году Монтанелли оказался на севере Италии и примкнул к антимуссолиниевскому партизанскому отряду, однако попал в плен к немцам, провёл некоторое время в тюрьме и был приговорён к смерти. Затем, однако, при переводе из миланской тюрьмы в веронскую был устроен его побег в Швейцарию.

### После войны
Продолжая работать в «Коррьере делла Сера», Монтанелли завоевал особенно широкую популярность статьями о Венгерском восстании 1956 года. Однако затем политический расклад в Италии изменился, и в 1973 г. склоняющаяся к более левой идеологии «Коррьере делла Сера» уволила Монтанелли. 
В 1974 г. он основал новую газету «Иль Джорнале», в которой выступал с жёстких антикоммунистических позиций. К этому периоду относится покушение на Монтанелли «Красных бригад» (1977), когда на миланской улице ему четырежды прострелили ноги.
В середине 1990-х гг. владелец «Иль Джорнале» Сильвио Берлускони перешёл к активной политической деятельности, и Монтанелли вступил с ним в публичный конфликт, заявив, что Берлускони «врёт с такой же лёгкостью, как ест». В конечном счёте Монтанелли покинул «Иль Джорнале» и вернулся в 1995 г. в «Коррьере делла Сера».

## Книги
Значительная часть книг Монтанелли представляет собой сборники его статей и репортажей. Наиболее значителен из этих сборников том «Против течения: Сражение против своего времени» (итал. La stecca nel coro 1974-1994: una battaglia contro il mio tempo; 2000), в котором собраны самые яркие и противоречивые статьи из «Иль Джорнале». Однако Монтанелли написал и целый ряд популярных книг по истории, первая из которых — биография А. И. Герцена с характерным названием «Неудачная жизнь эмигранта» (итал. Vita sbagliata di un fuoruscito; 1949). Некоторые другие исторические книги Монтанелли:
- Мой муж Карл Маркс (итал. Mio marito, Carlo Marx; 1955)
- История Рима (итал. Storia di Roma; 1957)
- История Греции (итал. Storia di Greci; 1959)
- Гарибальди (1962, совместно с Марко Ноцца)
- Данте и его время (итал. Dante e il suo secolo; 1964)
- Деятели и деятельницы Рисорджименто (итал. Figure & Figuri del Risorgimento; 1987)

Монтанелли выступал также и с художественной прозой, из которой наиболее известна повесть «Генерал Делла Ровере» (1959), в том же году экранизированная Роберто Росселлини.

## Память
В Милане установлен памятник Монтанелли, выполненный скульптором Вито Тонджани.